# Биллиетит
Биллиетит — редкий урановый минерал, содержащий барий, — уранил-оксигидрат бария. Химическая формула: Ba(UO2)6O4(OH)6·8H2O. 
Обычно образует прозрачные жёлтые кристаллы ромбической формы. Назван в честь Валера Луи Биллье (1903—1944), бельгийского кристаллографа из Университета Гента, Бельгия.